# Ángel Edo
Ángel Edo Alsina (Gavà, 4 agosto 1970) è un ex ciclista su strada spagnolo.
Professionista dal 1992 al 2007.

## Carriera
Passato professionista nel 1992 con la Kelme, si distingue subito per le buone doti di sprinter, aggiudicandosi il Gran Premio de Llodio.
Negli anni successivi conquista un buon numero di successi, aggiudicandosi numerose volate in corse a tappe spagnole e portoghesi. Si aggiudica inoltre due tappe del Giro d'Italia, una nel 1996 e l'altra nel 1998.

## Palmarès
- 1991

1ª tappa Vuelta a Castilla y León
Clásica de Alcobendas
- 1992

Gran Premio de Llodio
19ª tappa a Olympia's Tour
- 1994

Trofeo Masferrer
Trofeo Sóller
1ª tappa Vuelta a Andalucía
1ª tappa Setmana Catalana
- 1996

5ª tappa Giro d'Italia (Metaponto > Crotone)
- 1997

5ª tappa Vuelta a Chile
- 1998

2ª tappa Giro d'Italia (Alba > Imperia)
3ª tappa Gran Premio International MR Cortez-Mitsubishi
Classifica generale Gran Premio International MR Cortez-Mitsubishi
- 2000

1ª tappa Volta ao Algarve
3ª tappa Volta ao Algarve
3ª tappa Vuelta a Asturias
6ª tappa Vuelta a Asturias
5ª tappa Volta ao Alentejo
4ª tappa a GP Abimota
2ª tappa Grand Premio R.L.V.T.
3ª tappa Grand Premio R.L.V.T.
1ª tappa Grande Prémio Internacional CTT Correios de Portugal
3ª tappa Grande Prémio Internacional CTT Correios de Portugal
Classifica generale Grande Prémio Internacional CTT Correios de Portugal
- 2001

1ª tappa Grand Prix Mosqueteiros-Rota do Marquês
3ª tappa Grand Prix Mosqueteiros-Rota do Marquês
1ª tappa Setmana Catalana
3ª tappa Gran Premio International MR Cortez-Mitsubishi
1ª tappa Grand Prix Jornal de Noticias
2ª tappa Grand Prix Jornal de Noticias
5ª tappa Grand Prix Jornal de Noticias
1ª tappa Gran Prix do Minho
2ª tappa Giro del Portogallo
- 2002

4ª tappa Vuelta a Murcia
2ª tappa Vuelta a Castilla y León
5ª tappa Vuelta a Castilla y León
2ª tappa Volta ao Alentejo
4ª tappa Volta ao Alentejo
2ª tappa Giro del Portogallo
12ª tappa Giro del Portogallo
1ª tappa Grande Prémio Internacional CTT Correios de Portugal
Classifica generale Grande Prémio Internacional CTT Correios de Portugal
- 2003

1ª tappa Volta ao Algarve
2ª tappa Volta ao Algarve
1ª tappa Gran Prémio Mosqueteiros-Rota do Marques
3ª tappa Gran Prémio Mosqueteiros-Rota do Marques
3ª tappa Gran Premio International MR Cortez-Mitsubishi
4ª tappa Gran Premio International MR Cortez-Mitsubishi
5ª tappa Vuelta a Asturias
10ª tappa Giro del Portogallo
- 2004

5ª tappa Setmana Catalana
1ª tappa Gran Premio International MR Cortez-Mitsubishi
Classifica generale Gran Premio International MR Cortez-Mitsubishi
2ª tappa Troféu Joaquim Agostinho
- 2006

1ª tappa Vuelta a Castilla y León (Valladolid > Valladolid)

## Piazzamenti

### Grandi giri
- Giro d'Italia

1996: fuori tempo (13ª tappa)
1997: ritirato (19ª tappa)
1998: fuori tempo (17ª tappa)
1999: 79º
- Tour de France

1994: 96º
1995: fuori tempo (10ª tappa)
- Vuelta a España

1993: 73º
1994: ritirato (18ª tappa)
1996: 85º
1997: ritirato (17ª tappa)
1998: 76º
1999: 95º
2001: 77º
2002: 60º
2003: 70º

### Classiche
- Milano-Sanremo

1994: 7º
1995: 110º
1996: 168º
1999: 20º
2005: 20º
- Giro delle Fiandre

1995: 64º

### Competizioni mondiali
- Campionati del mondo

Catania 1994 - In linea: 38º
San Sebastián 1997 - In linea: 30º
- Giochi olimpici

Barcellona 1992 - In linea: 15º